# Todor Timonov
Todor Timonov (in bulgaro Тодор Тимонов?; Plovdiv, 3 settembre 1986) è un ex calciatore bulgaro, di ruolo centrocampista.

## Carriera

### Club
Timoniv proviene dalle giovanili del Botev. Nel 2003 firma il suo primo contratto professionistico, proprio contro la squadra da cui proveniva. Il 29 novembre 2003 debutta ufficialmente in campionato, contro la Lokomotiv Sofia, a 17 anni. In 4 anni Timonov giocò 44 partite e segnò 4 gol con il Botev. Nel dicembre 2007 viene prestato per sei mesi al Nesebar. Nell'estate 2008 Timonov tornò al Botev. Il 15 luglio 2009 firmò un contratto triennale con il CSKA Sofia.

### Nazionale
Tra il 2006 e il 2008 Timonov rappresentò diverse volte la nazionale bulgara Under-21.